# Parfien Bagriecow
Parfien (Porfirij) Jemieljanowicz Bagriecow (Bogriecow), ros. Парфен (Порфирий) Емельянович Багрецов (Богрецов) (ur. 24 października?/6 listopada 1903 we wsi Sposzino w okręgu połockim, zm. ?) – radziecki wojskowy (major), oficer Rosyjskiej Armii Wyzwoleńczej podczas II wojny światowej.
W 1925 r. został zmobilizowany do Armii Czerwonej. Doszedł do stopnia majora. Po ataku wojsk niemieckich na ZSRR 22 czerwca 1941 r. dowodził 473 Artyleryjskim Pułkiem Haubic 99 Dywizji Strzeleckiej. W lipcu 1942 r. w Charkowie dostał się do niewoli niemieckiej. Osadzono go w obozie jenieckim w Berdyczowie, a następnie w oflagu XIII-D w Hammelburgu, gdzie podjął kolaborację z Niemcami. Wstąpił do Rosyjskiej Armii Wyzwoleńczej (ROA). W oflagu należał do tzw. „grupy historyków”, zgrupowanych w Gabinecie Wojskowo-Historycznym, którzy dla Niemców spisywali szlak bojowy i skład organizacyjny swoich oddziałów i jednostek wojskowych. Pod koniec stycznia 1944 r. przeniesiono go do stalagu XIII-B. Pod koniec wojny został wyzwolony, a następnie repatriowany do ZSRR, gdzie aresztował go Smiersz. Dalsze jego losy są nieznane.